# Gare de Dourdan
Gare de Dourdan vasútállomás és RER állomás Franciaországban, Dourdan településen.

## Vasútvonalak
Az állomást az alábbi vasútvonalak érintik:
- Párizs-Tours-vasútvonal

## Kapcsolódó állomások
A vasútállomáshoz az alábbi állomások vannak a legközelebb:
- Gare de Dourdan - La Forêt (Gare de La Membrolle-sur-Choisille, Párizs-Tours-vasútvonal)
- Gare de Sermaise (Gare de Brétigny, Párizs-Tours-vasútvonal)
- Gare de Dourdan - La Forêt (Gare de Dourdan - La Forêt, RER C)
- Gare de Sermaise (Gare de Saint-Quentin-en-Yvelines - Montigny-le-Bretonneux, RER C)

## Lásd még
- Franciaország vasútállomásainak listája
- A RER állomásainak listája